# Schwimmbad & Sauna
Schwimmbad & Sauna ist eine deutsche Special-Interest-Zeitschrift für Schwimmbäder, Whirlpools, Saunen und Wellness. Sie erscheint seit 1968 zweimonatlich im Fachschriften-Verlag in Fellbach. Zielgruppe sind Hausbesitzer und Bauherren, die sich mit dem Einbau von Schwimmbädern, Whirlpools, Saunen, Dampfbädern oder kompletten Wellness-Anlagen beschäftigen oder bereits im Besitz einer Anlage sind und eine Erneuerung bzw. eine Erweiterung planen.
Nach eigenen Angaben ist Schwimmbad und Sauna Europas größtes Magazin für Schwimmbäder, Whirlpools, Saunen und Wellness.
Gut die Hälfte der Auflage von 30.000 Exemplaren wird als Einzelhefte über den Zeitschriftenhandel im deutschsprachigen Raum vertrieben. Die andere Hälfte der Auflage gehen an Abonnenten oder als Freiexemplare an Schwimmbad-Fachhändler, Wellness-Hotels und Fertighaus-Ausstellungen. Rund 10 Prozent der Auflage werden über die europäischen Schwimmbad- und Wellness-Messen verbreitet oder als Freistücke eingesetzt.

## Fachzeitschriften

### BäderBau – public & hotel
BäderBau ist die Fachzeitschrift von Schwimmbad & Sauna für den Bereich der öffentlichen Bäder und Hotelbäder. Der Titel erscheint viermal jährlich und wendet sich an die Betreiber von öffentlichen Bädern und Erlebnis-Centern sowie an Hoteliers. Zur Leserschaft zählen Planer und Architekturbüros. BäderBau zeigt Konzeptionen von der Planung bis zur Ausführung von kompletten Schwimm- und Wellness-Anlagen und deren Realisierung. Außerdem veröffentlicht das Heft Marktübersichten, Ratgeberseiten zur Technik sowie Reportagen zur Gestaltung. Die Druckauflage umfasst 6000 Exemplare.

### naturpools
2009 ist erstmals naturpools erschienen. Das Magazin zeigt private und öffentliche naturnahe Schwimmteiche und Natur-Pools. Der Titel ist 2010 zweimal erscheinen, im April und September. Die Auflage beträgt 20.000 Exemplare und wird überwiegend über den Zeitschriftenhandel verbreitet.

## Internationale Ausgaben
Neben der deutschen Ausgabe gibt es Lizenzausgaben über Kooperationen mit osteuropäischen Verlagen. Sie sind teilweise inhaltlich identisch und haben eine Gesamtauflage von 90000 Exemplaren.
- Russland: Бассейны и Сауны (Basseini & Sauni)
- Kroatien: Bazeni & saune
- Türkei: Havuz Schwimmbad & Sauna
- Ungarn: Uszoda & Szauna